# كارل كوكي
كارل كوكي (بالإنجليزية: Carl Cooke)‏ هو منافس ألعاب قوى أمريكي، ولد في 25 أغسطس 1889 في كولومبوس في الولايات المتحدة، وتوفي في 28 يوليو 1971.

## وصلات خارجية
- كارل كوك على موقع أوليمبيديا (الإنجليزية)